# Чистоозёрская улица (Казань)
Чистоозёрская улица (тат. Чиста күл урамы, Çista kül uramı) — улица в историческом районе Адмиралтейская слобода Кировского района Казани.

## География
Пересекается со следующими улицами:
- улица Брюсова
- Карельская улица
- Военная улица
- Казахская улица

## История
Возникла не позднее 2-й половины XIX века. До революции 1917 года имела то же название и относилась к 6-й полицейской части. С 1920 года — в Объединённо-Слободском (ныне Кировском) районе. Чистоозёрская — одна из немногих старинных улиц Казани, никогда не переименовывалась в советское время.
На 1939 год на улице имелось около 25 домовладений: №№ 1–3/27, 9/28–21/17 по нечётной стороне и №№ 2–4/25, 8–12, 16/24–26/15 по чётной. В середине 1950-х годов часть домов в начале улицы была перенесена в связи с попаданием в зону затопления Куйбышевского водохранилища.
В первые годы советской власти административно относилась к 6-й части города; после введения в городе административных районов относилась к Заречному (с 1931 года Пролетарскому, с 1935 года Кировскому) району.